# Acanthochelys pallidipectoris
La tortuga canaleta chaqueña, tortuga chata de pecho amarillo o galápago chaqueño (Acanthochelys pallidipectoris), es una especie de tortuga pleurodira —que esconde la cabeza doblando el cuello de forma lateral entre el espaldar y el plastrón— de la familia Chelidae. Es una pequeña tortuga del norte de Argentina cuya característica principal son los grandes tubérculos cónicos presentes en los muslos. Es poco conocida y se encuentra amenazada. Su epíteto específico hace referencia al plastrón más claro o pálido. Es una especie relacionada con Acanthochelys spixii la cual es mucho más oscura. Descrita por primera vez en 1945 por M. A. Freiberg.
Ver actualizaciones de esta especie en la Actualización sobre la categorización de tortugas en Argentina publicada por la Asociación Herpetológica Argentina del año 2012, donde dice por ejemplo que esta especie fue derivada en "AMENAZADA".

## Características
Es una pequeña tortuga, su carapacho mide unos 175 mm, elíptica, más o menos plana y algo deprimida entre la primera y quinta placas vertebrales. La cuarta placa vertebral es más larga que ancha en los adultos, y más ancha que larga en los juveniles. Las placas marginales son ensanchadas y bordeadas de amarillo, y acanaladas las laterales. La coloración del espaldar varía entre el amarillo oscuro, pardo o gris y oliváceo, con las suturas oscurecidas. Por debajo, el plastrón y los puentes son amarillos con las suturas también oscurecidas. Esta mancha oscura se va ensanchando con la edad, pudiendo, en los ejemplares viejos, quedar sólo el centro de las placas de color amarillo. El lóbulo anterior del plastrón es mayor que el posterior, donde se encuentra la muesca anal que es grande.
La cabeza es grande y posee una línea central amarilla y dos laterales pardas, está cubierta de anchas escamas dorsales, y la zona timpánica es amarillenta. El ojo presenta el iris de color blanco o amarillo verdoso. En el mentón se pueden distinguir dos pequeños barbillones. El cuello, pardo por encima y amarillo por debajo, presenta grandes tubérculos cónicos. Las patas son amarillentas recubiertas de anchas escamas. Detrás de los muslos aparecen los grandes y característicos tubérculos cónicos, uno de los cuales es de mayor tamaño que el resto, sobre todo en los machos. Manos y pies están muy palmeadas, con cinco uñas en las manos y cuatro en los pies.

## Distribución y hábitat
Es una tortuga característica del Gran Chaco. Se la encuentra en el norte de la Argentina, en las provincias de: Salta, Formosa, Chaco, y norte de Santa Fe. También fue capturada en la de Mendoza, en las lagunas del Alto Verde, departamento de Junín, pero esta población se origina seguramente de la liberación de ejemplares cautivos. Posee también un registro, sin localidad, del chaco paraguayo, y otro del departamento de Ñeembucú, en el sector oriental del Paraguay. Posiblemente también habite en el chaco de Bolivia.
Prefiere las pequeñas lagunas y madrejones de aguas someras, rodeadas de bosques chaqueños, así como arroyos y ríos de régimen léntico. En temporada estival también frecuenta cuerpos de agua temporarios. En invierno se refugia bajo las grandes bromelias terrestres del sotobosque y durante las crecidas aprovecha las zonas inundadas para ampliar su área de campeo a bosques vecinos.

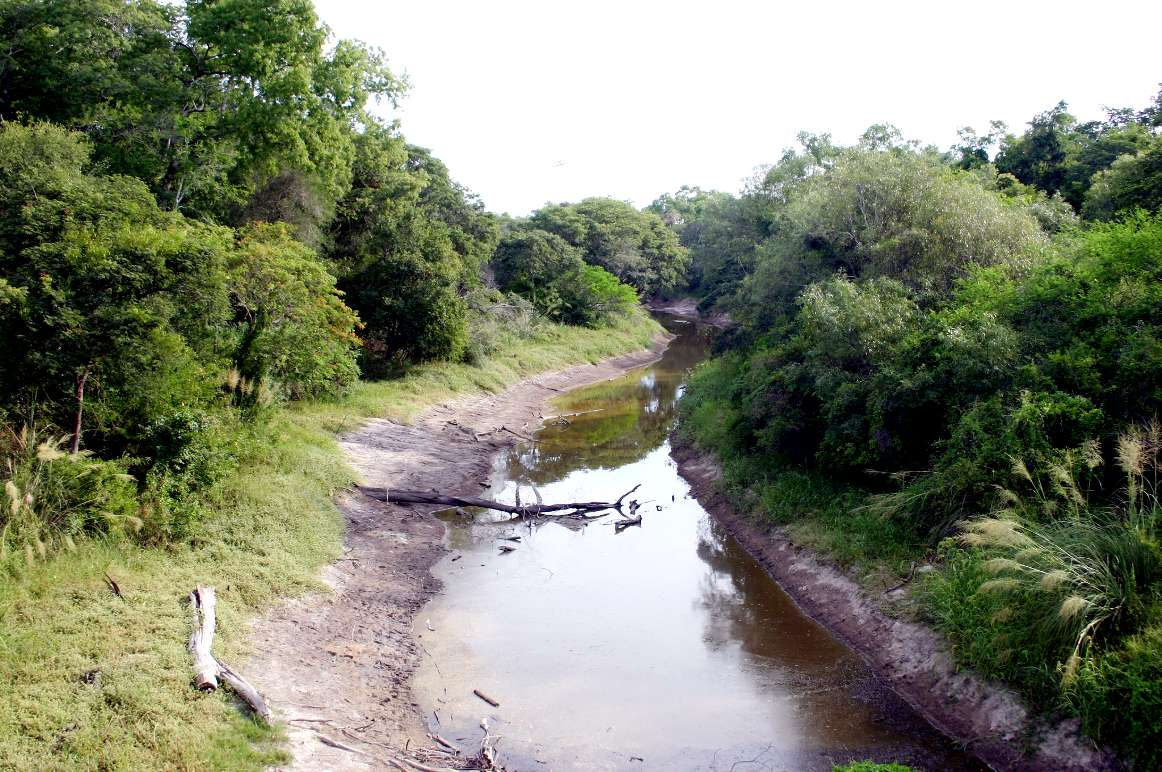
El hábitat de la especie.

## Reproducción y alimentación
Se desconoce gran parte de su ciclo reproductivo, que comienza en septiembre cuando los machos cortejan a las hembras con una para nupcial simple. El cortejo y la cópula se extienden hasta noviembre y dura unos 30 minutos. Los huevos son ovoides y miden de media 23x26.
Son tortugas carnívoras e insectívoras, alimentándose de insectos, gusanos y renacuajos, sobre todo del género Hyla.

## Conservación
Según la Lista Roja de la UICN se encuentra en estado «vulnerable». La especie es conocida por solo unos 20 registros. Está protegida en el parque nacional Chaco, en la Argentina, país donde se la trata como una especie «en peligro». Es reproducida con éxito en el Zoológico de Roque Sáenz Peña. Su mayor amenaza es el comercio ilegal.